# Euryopis splendida
Euryopis splendida là một loài nhện trong họ Theridiidae.
Loài này thuộc chi Euryopis. Euryopis splendida được Eugène Simon miêu tả năm 1889.